# اکراس غبغبک‌دار
اکراس غبغبک‌دار (نام علمی: Bostrychia carunculata) نام یک گونه از سرده نوک‌خمیده‌ها است.